# Codemasters
Codemasters, cuya razón social es The Codemasters Software Company Limited, es una empresa británica desarrolladora de videojuegos, propiedad de Electronic Arts.

## Historia
Fundada en 1985 por Richard y David Darling (antiguos empleados de Mastertronic), Codemasters tuvo gran éxito en el mercado del ZX Spectrum gracias a sus juegos de acción. Un ejemplo de estos juegos es Dizzy, cuyo éxito llevó a Dizzy a ser la mascota no oficial del sistema.
A medida que el mercado de los ordenadores de 8 bits disminuía, la empresa se vio forzada a desarrollar títulos para consolas de 8 y 16 bits, cosechando éxitos como los de la serie de juegos Micro Machines y Pete Sampras Tennis en la Sega Mega Drive. En 2020 fue comprada por la compañía Electronic Arts por 1,200 mil millones de dólares, se espera que la adquisición se complete en el primer trimestre de 2021.

## Modificaciones de videoconsolas
Codemasters es famosa por haber realizado la amplia mayoría de los juegos publicados por la controvertida empresa Camerica, que fue capaz de saltarse el chip de bloqueo de Nintendo y producir juegos sin licencia. Estos juegos son conocidos por su cartucho dorado y plateado que no comparte la misma forma de los cartuchos originales, aunque sean compatibles con el sistema. Muchos títulos de Codemasters aparecen también en el Aladdin Deck Enhancer.
En 1990 Codemasters desarrolló un dispositivo llamado Power Pack, renombrado más tarde como Game Genie. Era un cartucho con trucos para la NES, comercializado en EE. UU por Galoob y en Canadá y UK por Camerica.

## Títulos recientes
Codemasters programa juegos para diferentes sistemas, como la saga TOCA Touring Car, Colin McRae Rally, Prisoner of War y Operation Flashpoint. En junio de 2006, Codemasters sacó a la venta una nueva versión del clásico Sensible Soccer para PS2, Xbox y PC. Dio el salto a la séptima generación de consolas con lanzamientos muy esperados como DIRT, Jericho o Turning Point Fall of Liberty. Aparte de desarrollar videojuegos, también se dedica a producir o editarlos, como Damnation (2009, PS3, Xbox 360 y PC).
A partir del año 2009, Codemasters se está haciendo cargo de desarrollar videojuegos basados en la competición automovilística Fórmula 1, como por ejemplo F1 2009 o F1 2010, de los cuales posee todas las licencias.
Durante esa generación amplió su abanico de sagas con títulos como GRID y DiRT, anunciando en 2012 que se dedicaría exclusivamente a la creación de videojuegos de conducción.